# Ümraniye İlçe Stadyumu
Ümraniye İlçe Stadyumu – stadion piłkarski w Stambule, w Turcji. Został otwarty w 2000 roku. Może pomieścić 2500 widzów. Swoje spotkania rozgrywają na nim piłkarze klubu Ümraniyespor.